# Europe Écologie I Verdi
Europe Écologie I Verdi (littéralement, Europe Écologie Les Verts, abrégé en EEIV), également désigné sous les noms d’Auropa Eculugia I Verdi (AEIV) ou encore d’Europe Écologie Les Verts Corse (EELV Corse) est la fédération régionale d'Europe Écologie Les Verts en Corse. Comme toute structure régionale de cette formation politique, elle dispose d'une large autonomie pour nouer des relations avec d'autres mouvements politiques en Corse.
Le parti, autonomiste, est créé en 1988 sous le double nom d’I Verdi Corsi (VERDI) et des Verts corses.

## Historique
La première prise de conscience environnementale date d'avril 1960 lorsque le gouvernement Debré décide de créer un centre d'expérimentations nucléaires souterraines dans les mines désaffectées de l'Argentella.
En 1973, un deuxième mouvement massif de défense de l'environnement naît en réaction à la pollution marine au nord du cap Corse créé par le déversement de déchets de fabrication de dioxyde de titane par la société italienne Montedison. Cela a donné lieu à l'affaire des boues rouges.
I Verdi Corsi sont créés en décembre 1988.

## Participations électorales
Les élections territoriales de mars 1992 sont les premières élections territoriales après le nouveau statut de la Corse du 13 mai 1991 qui devient une collectivité territoriale.
I Verdi Corsi sont regroupés au sein de la coalitation Corsica Nazione pour les élections. Ils obtiennent un élu Norbert Laredo.
Aux élections territoriales de mars 1998, I Verdi Corsi se présentent seuls aux élections et obtiennent un résultat de 1,15 %,.
Aux élections territoriales de mars 1999, I Verdi Corsi rejoignent la coalition Uniti.
En vue des élections territoriales de mars 2004, I Verdi Corsi participe à la coalition électorale Unione Naziunale qui obtient 8 élus (3 de Chjama Naziunale, 3 de Corsica Nazione et 2 du Partitu di a Nazione Corsa).
Aux élections territoriales de mars 2010, I Verdi Corsi n'est pas sur la liste Femu a Corsica qu'ils ont pourtant contribué à mettre en place. I Verdi a refusé que son représentant, Norbert Laredo, soit relégué au-delà de la septième place de la liste et ne puisse donc porter l’écologie politique au sein de l’assemblée de Corse. Des engagements avaient été pris en ce sens par le Partitu di a Nazione Corsa auprès des Verts lors de la préparation des élections européennes : la parole donnée n’a pas été tenue,.

## Identité visuelle

Logotype (avant 2010).
Logotype (depuis les années 2010).